# EORI
EORI (Wspólnotowy System Rejestracji i Identyfikacji Podmiotów Gospodarczych, ang. Economic Operators’ Registration and Identification) – jedna z części składowych tworzonego w Unii Europejskiej (UE) środowiska elektronicznego cła powstającego w ramach programu e-Customs – tj. „bez-papierowego” środowiska dla administracji celnych i handlu w UE. Przedsiębiorcy podlegają jednokrotnej rejestracji w systemie EORI i jest im nadawany unikalny numer identyfikacyjny EORI. Przedsiębiorcy obowiązani są posługiwać się tym numerem we wszystkich transakcjach i czynnościach celnych na obszarze UE. W Polsce przyjęto generalną zasadę tworzenia numeru EORI przedsiębiorcy w oparciu o numer NIP.

## Zalety systemu EORI
Głównym celem funkcjonowania systemu EORI jest przyspieszenie załatwiania formalności i operacji celnych przez uczestniczących w czynnościach celnych przedsiębiorców i osoby fizyczne prowadzące działalność gospodarczą. Stworzenie europejskiego systemu identyfikacji przedsiębiorców, obejmującego uczestników wymiany towarowej na terenie całej UE, zapewnia administracjom celnym państw członkowskich bieżącą informację o podmiotach uczestniczących w czynnościach celnych. Natomiast przedsiębiorcom umożliwia dostęp do określonych danych nt. innych podmiotów gospodarczych (za uprzednią zgodą tych podmiotów). Przedsiębiorcy mający siedzibę w UE są rejestrowani w systemie EORI przez organ celny lub wyznaczony organ państwa członkowskiego, w którym mają siedzibę (tj. w systemie polskim nie są rejestrowani przedsiębiorcy z innych państw członkowskich).

## Przedsiębiorcy z krajów poza UE
Przedsiębiorcy z krajów trzecich (spoza UE) mogą wystąpić o nadanie numeru EORI do organu celnego lub wyznaczonego organu jednego z państw członkowskich przed operacjami celnymi planowanymi na obszarze UE. Podmioty te mogą także wystąpić o nadanie numeru EORI w trakcie dokonywania pierwszej operacji celnej, wymagającej posługiwania się numerem EORI (określonej w przepisach wspólnotowych), jeśli wcześniej nie miały nadanego numeru EORI w innym kraju członkowskim.